# 邱群琋
邱群琋（2004年8月23日—）為臺灣女子籃球運動員，就讀大墩國小時會跟父親在學校、國立臺中科技大學以及公園與別人鬥牛，五年級下學期被東興國小延攬而轉學，國小畢業後進入永仁國中就讀。2019年7月國泰女籃將邱群琋放入WSBL保護名單。永仁高中畢業後邱群琋沒有加入國泰女籃體系中國文化大學，而是選擇就讀國立清華大學。2023年加入世新大學。

## 外部連結
- 邱群琋在fiba3x3.com（英语）